# Volary
Volary är en stad i Tjeckien.   Den ligger i distriktet Okres Prachatice och regionen Södra Böhmen, i den sydvästra delen av landet, 140 km söder om huvudstaden Prag. Volary ligger 762 meter över havet och antalet invånare är 4 059.
Terrängen runt Volary är huvudsakligen kuperad, men den allra närmaste omgivningen är platt.Runt Volary är det glesbefolkat, med 16 invånare per kvadratkilometer. Närmaste större samhälle är Prachatice, 14,1 km nordost om Volary. I omgivningarna runt Volary växer i huvudsak blandskog.